# Gorzków-Osada

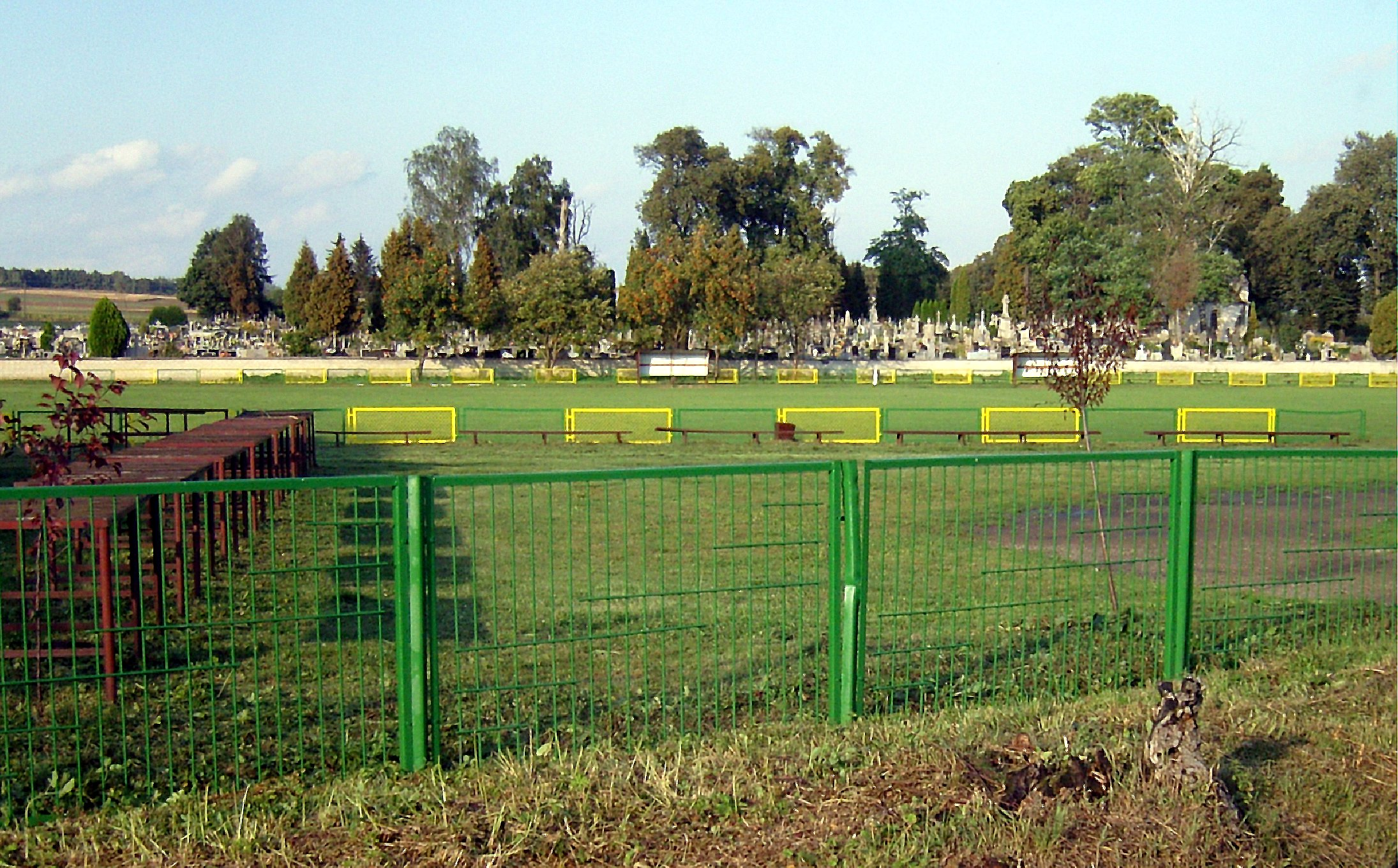
Widok cmentarza przez boisko sportowe

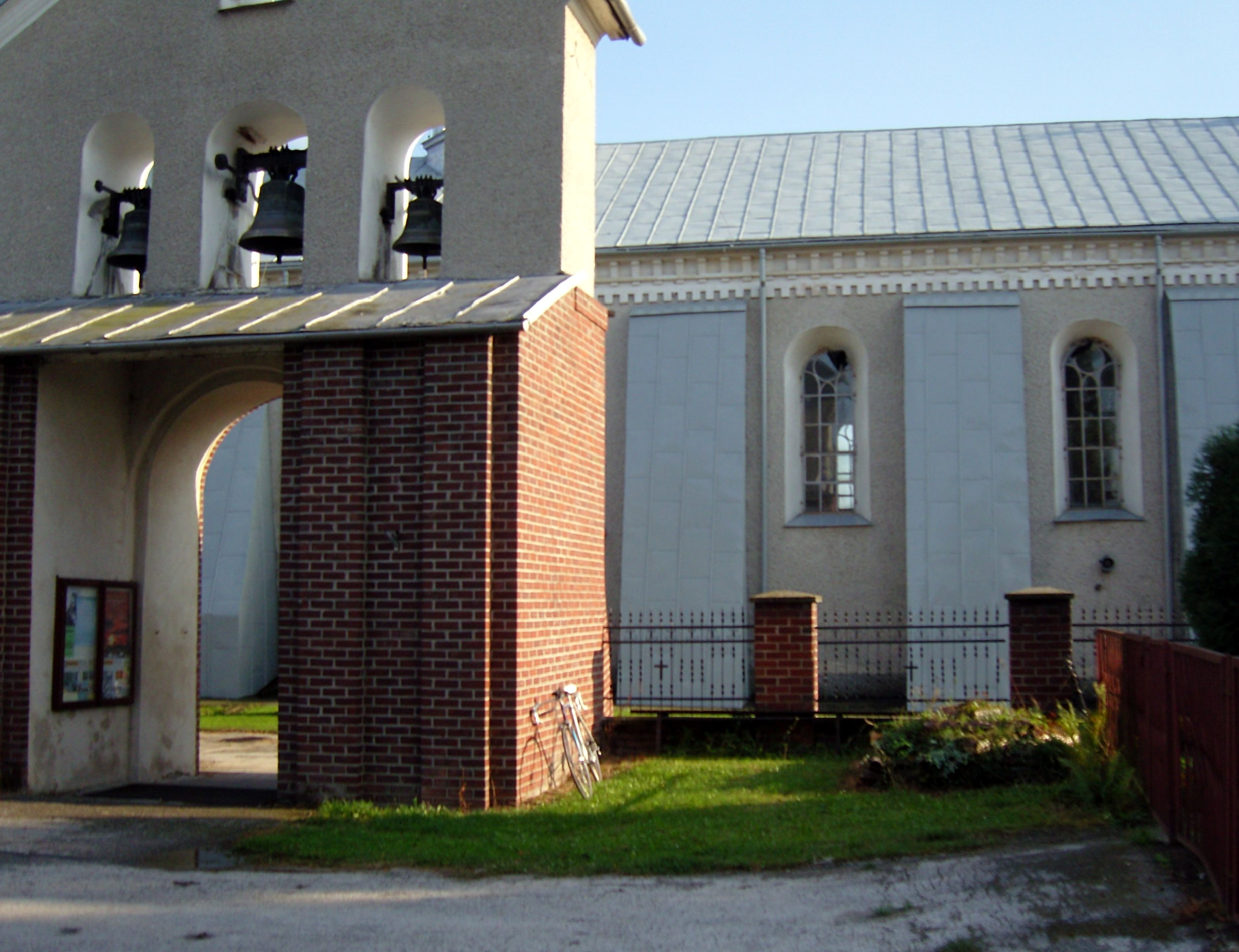
Dzwonnica bramowa 3-dzwonna

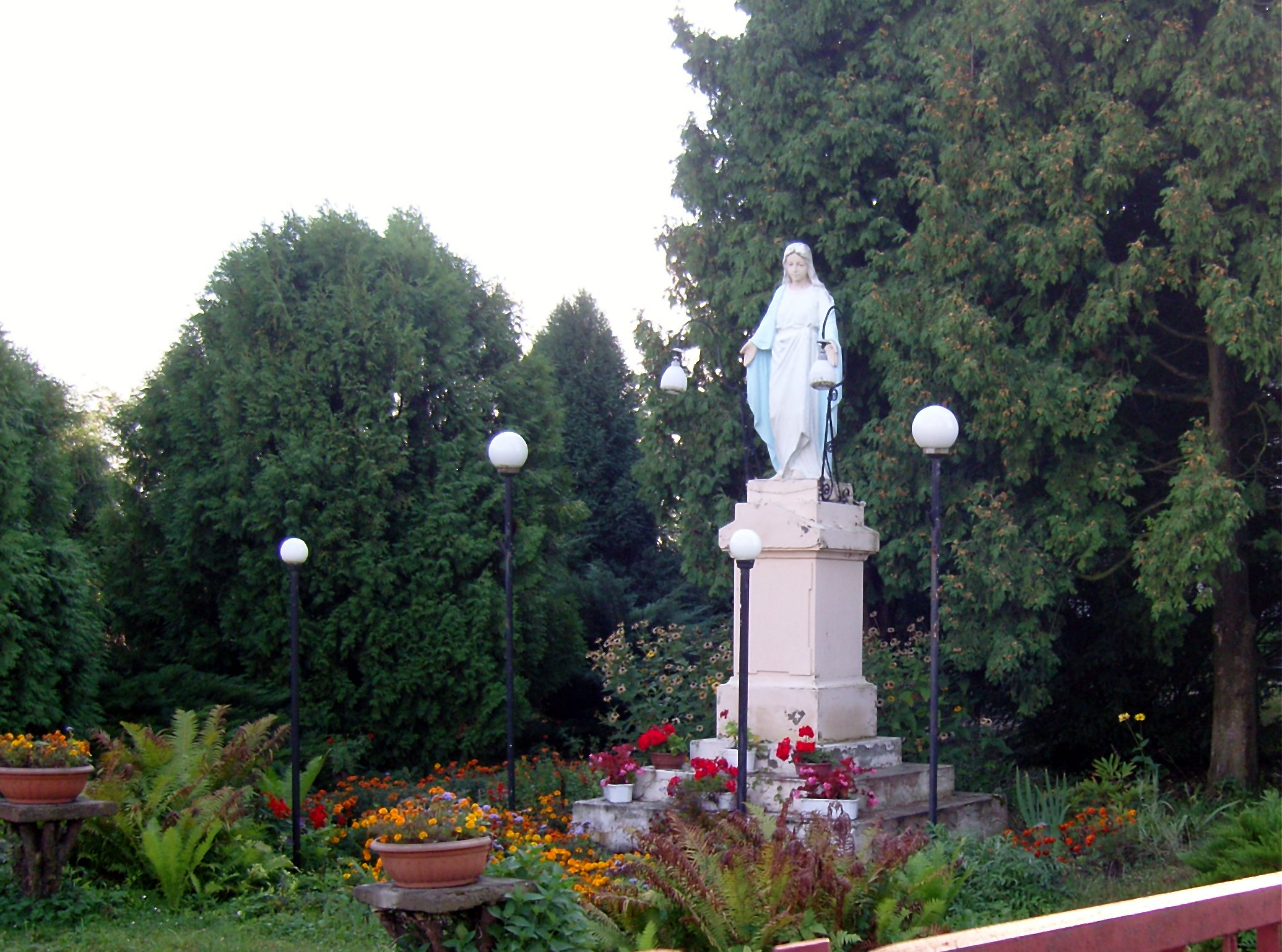
Ogród przykościelny

Gorzków-Osada – osada w Polsce położona w województwie lubelskim, w powiecie krasnostawskim, w gminie Gorzków. 
Osada jest sołectwem, siedzibą – gminy Gorzków. Według Narodowego Spisu Powszechnego (III 2011 r.) wieś liczyła  283 mieszkańców.
W latach 1689–1870 samodzielne miasto. W latach 1975–1998 miejscowość administracyjnie należała do województwa zamojskiego.
Gorzków leży geograficznie na południowym skraju Wyniosłości Giełczewskiej, centralnej i najwyższej części Wyżyny Lubelskiej nad rzeką Żółkiewką, lewym dopływem Wieprza.
Wieś jest siedzibą rzymskokatolickiej parafii św. Stanisława Biskupa i Męczennika w Gorzkowie.

## Toponimia
Goszkow, Gorzkow, Gorzkowice (1359), Gorzcow (1406), Gorszcow, Goszkowo (1496) – toponim dzierżawczy od skróconej nazwy osobowej pochodzenia słowiańskiego Gorzek = Gorzysław, z wtórnym członem odróżniającym gospodarczo-terytorialnym; Gorzków-Miasteczko = Gorzków-Osada, Gorzków-Wieś, Gorzków-Przedmieście (1786).

## Historia

### Średniowiecze
Początki Gorzkowa nie są dotąd poznane ani udokumentowane. Przypuszczać można, iż korzystne położenie nad stawem lub rozlewiskiem rzecznym sprzyjało założeniu tu osady wiejskiej już ok. XII/XIII wieku, w czasach Księstwa Halicko-Włodzimierskiego. Najstarsze źródło pisane, tzw. Latopis Nestora, nie zawiera żadnej wzmianki na ten temat. Położenie w obszarze odwiecznie pogranicznym i stale zmieniająca się zbrojnie przynależność państwowa nie sprzyjały osadnictwu i stabilizacji gospodarczej.
Gorzków wymieniany był w źródłach XIX-wiecznych jako jedna z osad pośród Grodów Czerwieńskich, choć bez konkretnej potwierdzonej daty źródłowej.
Pierwsze wzmianki w źródłach pisanych o już istniejącej osadzie znajdują się dopiero w traktacie granicznym chełmsko-lubelskim, spisanym w dniu św. Marcina (11 listopada) 1359 roku. Wśród mężów zacnych po stronie Księstwa chełmskiego wymieniono niejakiego Andrieja z Gorzkowa. Ustalono wówczas bardzo dokładnie przebieg linii granicznej, m.in. pomiędzy Częstoborowicami (po stronie lubelskiej) a Gorzkowem (po stronie chełmskiej).
W roku 1387 Jadwiga Andegaweńska, królowa Polski, wcieliła zbrojnie Ziemię Czerwieńską na wieki do Królestwa Polskiego. Rok później jej małżonek i król Polski – Władysław II Jagiełło, zgodnie z zasadą wielu królów; Divide et impera – Księstwo chełmskie zamienił na ziemię chełmską, przekształcając z dnia na dzień dawne dobra kniaziowskie na królewszczyzny, przekazywane przez szczodrego króla do wiernych rąk: w zastaw, dzierżawę lub na dożywocie.
I tak właśnie, protegowany spowiednik i doradca pary królewskiej – Mikołaj z Sandomierza, zostając w 1403 roku podkanclerzym koronnym, otrzymał na własność dziedziczną od króla Władysława II Jagiełły dwie wsie królewskie na prawie magdeburskim – zniszczony i wyludniony Poperczyn oraz kwitnący Gorzków. Lokację potwierdza przywilej królewski spisany w Wiślicy dnia 19 sierpnia roku 1406, w którym wymieniono także uprawnionych spadkobierców Mikołaja z Sandomierza: siostrę przyrodnią Jachnę z jej drugim mężem Paszkiem oraz dzieci z obu jej małżeństw. Dokładne wytyczenie granic dóbr nadanych Mikołajowi z Sandomierza opisuje następny dokument królewski, podpisany w Żukowie 26 sierpnia 1406r. Wyznaczeni tymi dokumentami spadkobiercy Mikołaja z Sandomierza stali się protoplastami rodu Gorzkowskich herbu Tarnawa, wieloletnich dziedziców Gorzkowa.
Pierwszym w Królestwie Polskim prywatnym właścicielem Gorzkowa był bez wątpienia Mikołaj Trąba, podkanclerzy koronny (1403-1412), arcybiskup gnieźnieński (1412-1422) i pierwszy prymas Polski (1416-1422). Wniósł on podwaliny pod silną pozycję Kościoła na ziemi chełmskiej oraz dał zaczyn do dalszego rozwoju społecznego tych okolic. Związał także na trwałe historię Gorzkowa z historią parafii rzymskokatolickiej pod wezwaniem św. Stanisława biskupa i męczennika.
Na przełomie XIV i XV w. w ramach umacniania państwowości polskiej na tych ziemiach rozpoczęło się intensywne osadnictwo ziemi chełmskiej i Księstwa bełskiego. Z Księstwa Mazowieckiego, Wielkopolski i Małopolski (zwłaszcza z trudnych w uprawie rolnictwa ziem świętokrzyskich), przybywali na te żyzne tereny rolnicze możni, szlachta zagrodowa, a wraz z nimi również chłopi i Żydzi. Tutaj zetknęły się i przemieszały (nie bez konfliktów) wpływy gospodarcze, kulturowe i religijne zachodnie i wschodnie, stwarzając specyficzny charakter tych ziem, odczuwalny do dnia dzisiejszego. W roku 1477 potomkowie Jachny i Paszka – Jan i Piotr Gorzkowscy dokonali między sobą podziału dziedzicznych dóbr. Dzięki intensywnej polonizacji oraz korzystnemu położeniu przy trakcie handlowym, Gorzków (wraz z całym powiatem krasnostawskim), przeżywał okres prosperity. W roku 1493 istniał tu młyn wodny, pracowali kowale, tkacze, jeden szewc, jeden łaziebnik i sześć karczm dla obsługi ruchu tranzytowego.

### XVI–XVIII w.
Król Jan Olbracht aktem z 13 kwietnia 1496 r. ustalił granice rozdziału spornych terytoriów pomiędzy Andrzejem z Tęczyna, kasztelanem wojnickim, dzierżawcą wsi królewskich Pilaszkowice i Dąbie a Janem Gorzkowskim, pisarzem ziemi chełmskiej a jednocześnie siostrzanym wnukiem Mikołaja z Sandomierza, niegdyś właściciela Poperczyna i Gorzkowa.
Kolejny z wielu najazdów tatarskich przyniósł hekatombę – w powiecie krasnostawskim na 84 wsie spalono 18, a 13 wsi opustoszało całkowicie (np. Suche Lipie i Piaski Szlacheckie). W Gorzkowie Tatarzy także dokonali wielu spustoszeń – w 1517 roku notuje się już tylko jedną karczmę. W 1623 ówczesny nawrócony na katolicyzm dziedzic wsi – Stanisław Gorzkowski – wybudował na terenach z obszaru wsi Gorzkowa opisanych w akcie fundacyjnym złożonym w Krasnostawskim Sądzie Ziemskim nowy kościół murowany.
Upadek Rzeczypospolitej w II połowie XVII w., ciągłe wojny i najazdy, zarazy i klęski pogodowe spowodowały znaczne wyludnienie i upadek gospodarczy również Gorzkowa.
Świetność okolicy próbował odbudować Jan Sobieski, który po swych przodkach odziedziczył tereny ziemskie w Gorzkowie, a często wypoczywał w swym majątku w pobliskich Pilaszkowicach. W 1689, już jako król Polski Jan III Sobieski, nadał wsi Gorzków prawa miejskie.
W tym okresie miasteczko Gorzków liczyło już ok. 300 mieszkańców. W miasteczku istniał kwadratowy rynek z drewnianym ratuszem, karczma i młyn. Działali rzemieślnicy (szewcy, tkacze, kowale, bednarze i in.). Masowo zaczęli również napływać Żydzi, których osiedlanie popierała szlachta, zainteresowana ożywieniem gospodarczym. W drugiej połowie XVIII wieku właścicielami folwarku i wsi Gorzków zostaje rodzina Weryha-Darowskich.

### Okres zaborów
W 1795 Gorzków znalazł się w zaborze austriackim, więc językiem urzędowym staje się niemiecki. W 1809 Gorzków wszedł w skład Księstwa Warszawskiego. W 1810 zaczęło działać szkolnictwo początkowe. W 1812 pożar zniszczył prawie całe miasteczko Gorzków, wskutek czego przestało istnieć przytulisko dla ubogich. Po kongresie wiedeńskim w 1815 r. Gorzków znalazł się w granicach Kongresówki, a po jej upadku na wiele lat wszedł pod rządy carów. W 1830 r. okoliczna szlachta i chłopi licznie wzięli udział w powstaniu listopadowym.
Według Słownika geograficznego Królestwa Polskiego w roku 1861 było w Gorzkowie 38 domostw i 378 mieszkańców, z czego 218 (czyli ponad połowa) było pochodzenia żydowskiego.
Powstanie styczniowe 1863 r. cieszyło się ogólnym poparciem ludności gminy z aktywnym udziałem proboszcza parafii gorzkowskiej Franciszka Drewnowskiego. 3 lutego 1864 pod Wielkopolem oddziały powstańców stoczyły zwycięską potyczkę z oddziałem kozaków carskich. W odwecie za czynne uczestnictwo gorzkowian w tym powstaniu, 13 stycznia 1870 ukazem cara Aleksandra II Gorzków stracił prawa miejskie.
Mieszkańcy po raz kolejny uaktywnili się politycznie podczas wydarzeń z 1905 roku – kilku chłopów ze wsi Zamostek zostało aresztowanych za działalność antycarską.
W 1907 r. Gorzków liczył już 1303 mieszkańców. W ówczesnej gminie działało tajne szkolnictwo w języku polskim. Działalność patriotyczną prowadzili endecy a szczególnie "zaraniarze", co niejednokrotnie spotykało się ze sprzeciwem części posiadaczy ziemskich, a także i proboszcza parafii księdza Bąbolewskiego. W lipcu 1915 r. osada została zajęta ponownie przez wojska austriackie. Pod koniec maja 1916 r. powstał Obwód Krasnostawski Polskiej Organizacji Wojskowej, do którego należy Komenda nr 6 w Gorzkowie, licząca 40 członków. Równolegle powstawały zalążki innych organizacji społeczno-politycznych, takich jak Polskie Stronnictwo Ludowe, Liga Kobiet itd. W 1918 r. gorzkowski oddział Polskiej Organizacji Wojskowej rozbroił w Wielkopolu posterunek żandarmerii austriackiej oraz tabor wojskowy obsługujący kolejkę wąskotorową.

### II RP
W okresie II RP w Gorzkowie działały różne partie polityczne (ludowcy, endecja, komuniści). Rozwijała się oświata o charakterze podstawowym i różne formy spółdzielczości. Uaktywnił się ruch kooperatywy "Zgoda" (mleczarnia i spółdzielnia spożywców) a także kasa zapomogowa spółdzielcza i nauczycielska. W 1920 roku w Gorzkowie powstała Ochotnicza Straż Pożarna. W latach 1926 – 1929 wzniesiono murowany kościół na planie krzyża łacińskiego z wolno stojącą dzwonnicą jednodzwonną dla powstałej tu parafii Kościoła Polskokatolickiego pw. Podwyższenia Krzyża Świętego.

### II wojna światowa
Po wybuchu II wojny światowej, w ramach realizacji paktu Ribbentrop-Mołotow już 26 września 1939 r. do Gorzkowa wkroczyły oddziały Armii Czerwonej, aby 8 października 1939 r. ustąpić miejsca armii III Rzeszy.
Pierwszy transport Żydów gorzkowskich do hitlerowskiego obozu zagłady w Bełżcu wyjechał wiosną 1940 r. Getto gorzkowskie istniało do maja 1942 r., kiedy to wszystkich Żydów wysiedlono do Izbicy. Tam naziści dokonali segregacji: sprawni mężczyźni zostali wysłani do obozu pracy w Trawnikach, natomiast kobiety, starcy i dzieci wywieziono do obozu zagłady w Bełżcu i Sobiborze. W wyniku tego ludobójstwa liczna społeczność żydowska z Gorzkowa przestała istnieć.
W całym okresie okupacji hitlerowskiej Gorzków był aktywnym ośrodkiem ruchu oporu – działały tu oddziały Batalionów Chłopskich i Armii Krajowej.

### PRL
Wyzwolenie przyszło 26 lipca 1944 r. wraz z tzw. władzą ludową. W czasach PRL-u rozwinęła się infrastruktura gospodarcza na bazie upaństwowionych reformą rolną majątków ziemskich. Szczególnie rozwinęło się rolnictwo kwalifikowane – plantacje chmielu, tytoniu, buraków cukrowych i zbóż a także wyspecjalizowane gospodarstwa hodowlane.
W roku 1965 postawiono w centrum Gorzkowa pomnik ku czci poległych w czasie II wojny światowej.

## Zabytki

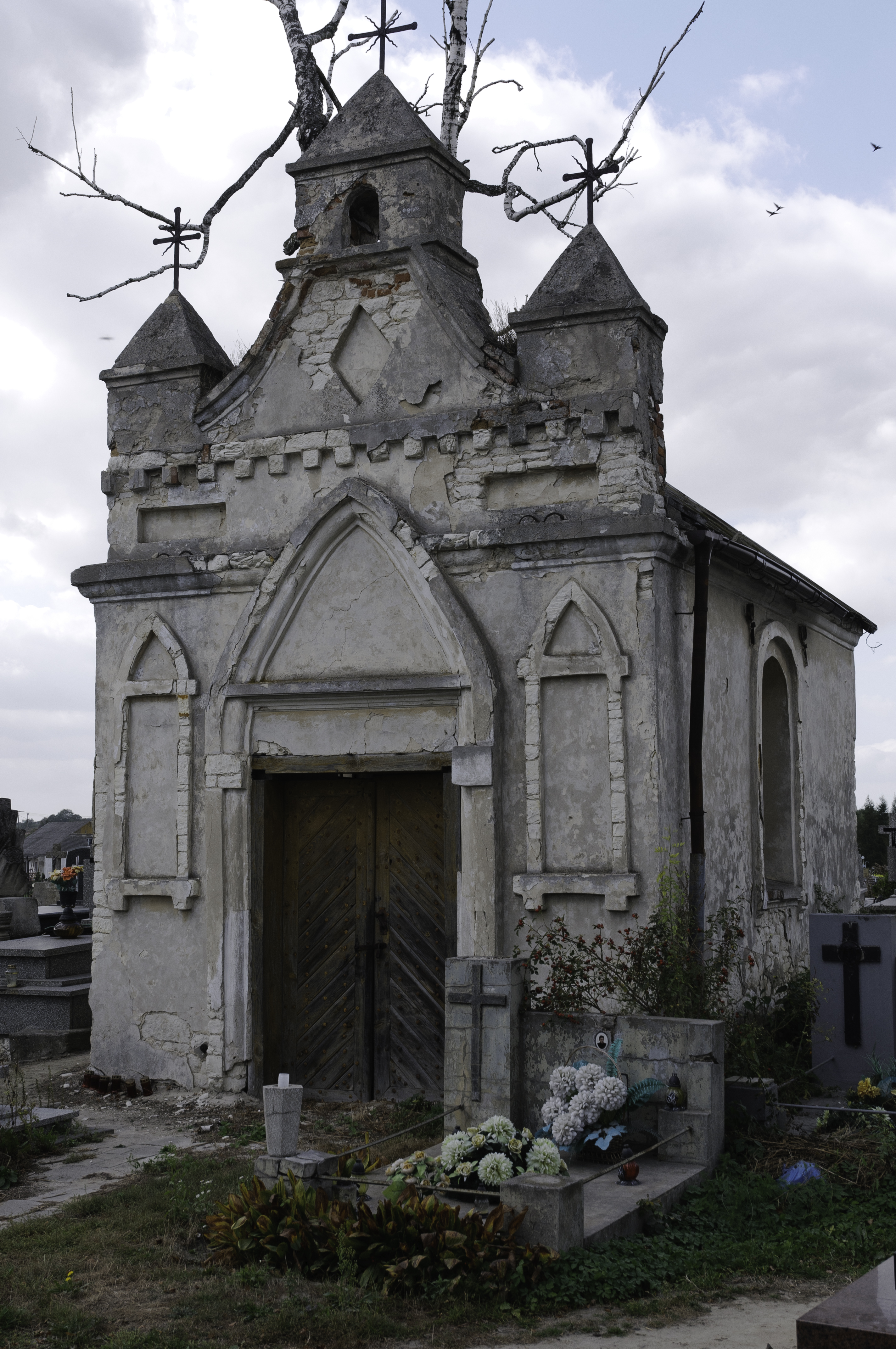
Kaplica Skawińskich

- kościół parafialny pw. św. Stanisława Biskupa i Męczennika, murowany 1623 wraz z wyposażeniem,
- dzwonnica bramowa z 1801 roku,
- cmentarz parafialny (1795) z kaplicą Skawińskich z 1850 r.[25][26][27].

## Religia
We wsi znajdują się:
- Kościół polskokatolicki pw. Podwyższenia Krzyża Świętego (parafialny), wybudowany w 1927 przez miejscową społeczność,
- Kościół rzymskokatolicki pw. św. Stanisława, ufundowany w 1404 przez Mikołaja Trąbę i odbudowany w 1623 z fundacji Stanisława Gorzkowskiego.